# Värödräkten
Värödräkten är en folkdräkt från Värö socken i Viske härad i norra Halland. Dräkten skapades 1970 med förebild från bevarade plagg från 1850-talet.

## Kvinnodräkten
Kvinnodräkten består av en vit linnesärk dekorerad med hålsöm på ärmar och krage. Den har en svart kjol med röda, blå och gula ränder. Det finns även en röd yllekjol som används till fest. Till kjolen bärs ett vitt förkläde i bomull dekorerad med hålsöm, precis som på särken. Ovanpå särken bärs ett livstycke i form av svart väst med röda yllesnoddar och snörning. Gifta kvinnor bär en svart mössa, dekorerad med broderier i gult, grönt, skärt och rosa samt en svart rosett mitt bak. På fötterna bärs vita yllerstrumpor och svarta skor i läder med silverspännen. Till dräkten hör en röd kjolväska med broderier.

## Mansdräkten
En mansdräkt från tidigt 1800-tal donerades till Nordiska museet 1918 och finns bevarad där.

## Historia
Värödräktens kvinnodräkt kom till i slutet av 1850-talet då Anna Johanna Karlsdotter och Inger-Kristina Pettersdotter i Värö socken gjorde varsin dräkt.
1970 startade en studiecirkel i Värö för att återskapa Värödräkten. Som modell användes en gammal dräkt som ägdes av Selma Svensson (född Vennerberg) från Svenningsgård i Väröbacka. 18 kvinnor deltog i cirkeln. Vid rekonstruktionstillfället kompletterades de delar av dräkten som då saknades, bland annat kjolväskan. 1976 hade över 100 kvinnor sytt en Värödräkt i efterföljande studiecirklar.
40-årsjubileet av den återskapade dräkten firades 14 oktober 2012 i Värö församlingshem.